# كاستيلسيلانو
كاستيلسيلانو (بالإيطالية: Castelsilano)‏ هي بلدة وكومونا في مقاطعة كروتوني في قلورية، جنوب إيطاليا ويبلغ عدد سكانها 1034 نسمة.